# Boxholm

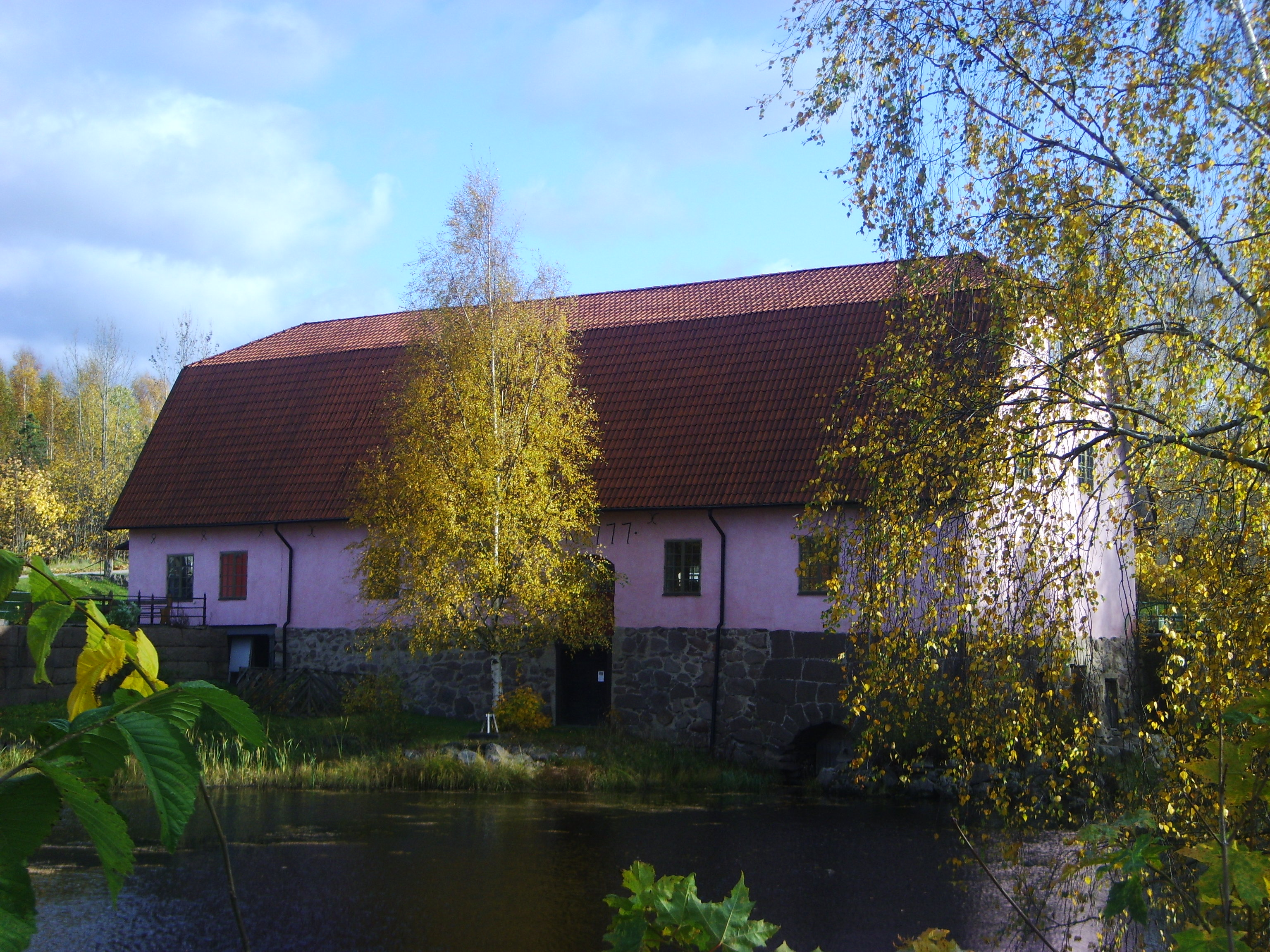
Industriemuseum Boxholm

Boxholm ist ein Ort (tätort) in der schwedischen Provinz Östergötlands län und der historischen Provinz Östergötland. Der Ort ist Hauptort der gleichnamigen Gemeinde.
Der Fluss Svartån durchfließt auf seinem Weg vom Sommen zum Roxen den Ort und überwindet dabei ein Gefälle von insgesamt 26 Metern. Dieses wurde früher zur Energiegewinnung genutzt.